# Pat Buttram
Maxwell Emmett Buttram, conosciuto come Pat Buttram (Addison, 19 giugno 1915 – Los Angeles, 8 gennaio 1994), è stato un attore e doppiatore statunitense.

## Biografia
Fu sposato dal 1936 al 1949 con Dorothy McFadden, con cui adottò una figlia, Gayle.
Nel 1951 sposò l'attrice Sheila Ryan, da cui ebbe una figlia, Kerry. Nel 1975 rimase vedovo di Sheila, morta per una malattia ai polmoni.
Morì nel 1994, all'età di 78 anni, per insufficienza renale. Fu anche un doppiatore Disney.
Buttram riposa nella Cappella Maxwell della Chiesa Metodista di Double Springs, Alabama.

## Filmografia parziale

### Attore

#### Cinema
- Beyond the Purple Hills, regia di John English (1950)
- Gene Autry and The Mounties, regia di John English (1951)
- Night Stage to Galveston, regia di George Archainbaud (1952)
- Paese selvaggio (Wild in the Country), regia di Philip Dunne (1961)
- La notte del delitto (Twilight of Honor), regia di Boris Sagal (1963)
- Il cantante del luna park (Roustabout), regia di John Rich (1964)
- Con sei ragazze a poppa si rizza la prua (I Sailed to Tahiti with an All Girl Crew), regia di Richard L. Bare (1968)
- L'onda lunga (The Sweet Ride), regia di Harvey Hart (1968)
- Lo chiamavano Sergente Blu (The Gatling Gun), regia di Robert Gordon (1971)
- Angels' Brigade, regia di Greydon Clark (1979)
- Ritorno al futuro - Parte III (Back to the Future Part III), regia di Robert Zemeckis (1990)

#### Televisione
- Le avventure di Gene Autry (The Gene Autry Show) – serie TV, 83 episodi (1950-1955)
- The Real McCoys – serie TV, 4 episodi (1961-1963)
- L'ora di Hitchcock (The Alfred Hitchcock Hour) – serie TV, episodio 2x17 (1964)
- La fattoria dei giorni felici (Green Acres) – serie TV, 144 episodi (1965-1971)

## Doppiaggio

### Film d'animazione
- Napoleone in Gli Aristogatti
- Sceriffo di Nottingham in Robin Hood
- Luke in Le avventure di Bianca e Bernie
- Fiuto in Red e Toby nemiciamici
- Proiettile animato in Chi ha incastrato Roger Rabbit
- Possum Park Emcee in In viaggio con Pippo

### Cartoni animati
- Cactus Jake in Garfield e i suoi amici

## Doppiatori italiani
Nelle versioni in italiano dei suoi lavori, Pat Buttram è stato doppiato da:
- Enzo Garinei in Ritorno al futuro - parte III

Da doppiatore è sostituito da:
- Mario Feliciani in Gli Aristogatti
- Carlo Romano in Robin Hood
- Franco Latini in Le avventure di Bianca e Bernie
- Giuliano Persico in Red e Toby nemiciamici
- Elena Perino in In viaggio con Pippo